# Massimo Morante
Massimo Morante (Roma, 6 ottobre 1952 – Roma, 23 giugno 2022) è stato un cantante, chitarrista e compositore italiano.
Fu cofondatore del gruppo rock-progressive dei Goblin e autore di celeberrime colonne sonore horror, fra cui Profondo rosso, Suspiria e Zombi.

## Biografia
Nato a Roma nel 1952 Morante inizia a suonare la chitarra all'età di 12 anni, ascoltando soprattutto i dischi dei Rolling Stones e Jimi Hendrix. Nel 1971 incontra il tastierista Claudio Simonetti e insieme, chiamati dall'amico produttore Eddie Offord (anche produttore e fonico degli Yes), partono per Londra dove registrano alcuni brani di loro composizione con una formazione chiamata Oliver. All'interno della band, con Morante alle chitarre e Simonetti alle tastiere, figurano Clives Haynes (voce), Carlo Bordini (batteria) e Fabio Pignatelli (basso). L'esperienza londinese si rivela ben presto poco gratificante e inutilmente costosa, per cui Morante ritorna a Roma dove forma nel 1974, con lo stesso Simonetti, il gruppo dei Goblin, in occasione della registrazione della colonna sonora del film Profondo rosso di Dario Argento. Entrano a far parte della band Walter Martino alle percussioni e Fabio Pignatelli al basso.
Il successo del film e gli ottimi riscontri di vendita del 45 e del LP della colonna sonora (condivisa in parte con Giorgio Gaslini) portano la formazione di Morante e Simonetti, che nel frattempo ha accolto due nuovi musicisti, Agostino Marangolo (batteria) e Maurizio Guarini (tastiere), ad affrontare una lunga tournée italiana fra il 1975 e il 1976, insieme al cantante Riccardo Cocciante.
Durante una delle trasferte per il tour, l'auto guidata da Marangolo rimane coinvolta in un incidente automobilistico da cui Morante e gli altri escono illesi. L'evento determina una brusca interruzione dell'esperienza live e, ben presto, il ritorno della band in studio per la registrazione dell'album Roller.
L'album, uscito nel 1976 e non trainato da alcun film com'era accaduto con Profondo Rosso, ottiene scarsi risultati di vendita, aprendo per la band un primo periodo di crisi. Morante e soci stanno discutendo su come possano rientrare nei favori del pubblico mantenendo alti lo standard e la qualità della proposta musicale, quando una nuova occasione viene loro fornita dal regista Dario Argento. Quest'ultimo, dopo aver cercato inutilmente di coinvolgere il Banco del Mutuo Soccorso per affidargli la colonna sonora del suo nuovo film Suspiria, decide di ricorrere ancora una volta ai Goblin, divenuti nel frattempo un quartetto con l'uscita del tastierista Maurizio Guarini. Morante e gli altri trascorreranno diversi mesi in studio di registrazione creando una delle colonne sonore più originali e celebrate della storia dell'horror, ritornando nelle classifiche di vendita.
Il 1978 è un anno intenso per i Goblin, con l'uscita del secondo album "autonomo", Il fantastico viaggio del bagarozzo Mark nel quale Massimo Morante, oltre che come chitarrista, figura per la prima volta in veste di cantante. L'album non riesce a convincere totalmente il pubblico e la band deve interrompere la promozione perché richiamata in studio per la colonna sonora del film Zombi, horror diretto dal regista di culto George A. Romero e sostenuto finanziariamente da Dario Argento in qualità di produttore. Lo stesso anno riserva però anche spiacevoli sorprese: la morte del padre di Massimo Morante e, a distanza di poco tempo, quella del padre di Simonetti, il maestro Enrico Simonetti oltre al produttore del gruppo Cesare Andrea Bixio. Massimo Morante di lì a poco abbandona la band per intraprendere la carriera solistica.

## Discografia

### Goblin

#### Album in studio
- 1975 - Profondo rosso - colonna sonora del film di Dario Argento
- 1976 - Roller
- 1977 - Suspiria - colonna sonora del film di Dario Argento
- 1977 - La via della droga - colonna sonora del film di Enzo Girolamo Castellari
- 1978 - Zombi - colonna sonora del film di George Andrew Romero
- 1978 - Squadra antimafia - colonna sonora del film di Bruno Corbucci
- 1978 - Il fantastico viaggio del bagarozzo Mark
- 1982 - Tenebre - colonna sonora del film di Dario Argento
- 2001 - Non ho sonno - colonna sonora del film di Dario Argento
- 2005 - Back to the Goblin 2005
- 2015 - Four of a Kind

### Massimo Morante

#### Album in studio
- 1980 - Abbasso
- 1982 - Corpo a corpo
- 1983 - Esclusivo! (Q disc)

#### Singoli
- 1982 - Corsari/Fanatico - con Renato Zero